# Kęstutis
Kęstutis (Wit-Russisch: Кейстут, Kejstoet; Duits: Kenstut) (ca. 1297 – Krevo, 3 of 15 augustus 1382) was een prins van het grootvorstendom Litouwen. Hij was hertog van Trakai en de facto co-regent van het groothertogdom samen met zijn broer Algirdas (1342-) en later zijn neef Jogaila (1377-1381). Na een strijd met Jogaila was hij korte tijd (1381-1382) grootvorst van Litouwen.

## Co-heerschappij
Kęstutis was de tweede zoon van de grootvorst Gediminas. Zijn jongere broer Jaunutis volgde zijn vader op als grootvorst van Litouwen. Kęstutis hielp zijn broer Algirdas om Jaunutis uit de macht te verwijderen. Daarna verdeelden ze het land in een oostelijke en westelijke invloedssfeer. In 1337 werd hiertoe het hertogdom Trakai opgericht. De inspanningen van Kęstutis waren gericht op het westen, terwijl Algirdas zich met het oosten bezighield. Kęstutis organiseerde de verdediging van West-Litouwen en Samogitië tegen de Duitse Orde, en organiseerde aanvallen tegen de Orde.
Om verdere conflicten met de Duitse Orde te vermijden begon hij in 1349 onderhandelingen met paus Clemens VI over de kerstening van Litouwen. In ruil hiervoor kreeg hij de belofte dat hij en zijn zonen de koningstitel zouden ontvangen. Algirdas hield zich afzijdig en was bezig met de orde in het Roetheense deel van de staat te handhaven. Een onverwachte aanval in oktober 1349 op Wolynië en Brest door de Poolse koning Casimir III, de bemiddelaar in de onderhandelingen, deed het plan stranden. Tijdens de Pools-Litouwse oorlog om Wolynië sloot koning Lodewijk I van Hongarije op 15 augustus 1351 een vredesakkoord met Kęstutis, volgens welke Kęstutis zich in ruil voor de koningstitel verplichtte het christendom te aanvaarden en het koninkrijk Hongarije te voorzien van militaire hulp. Kęstutis had echter geen intentie zich aan de overeenkomst te houden en op hun weg naar Buda maakte hij zich uit de voeten.

## Burgeroorlog en overlijden
Algirdas overleed in 1377 en liet de troon aan Jogaila, de oudste zoon uit zijn tweede huwelijk met Oeljana van Tver. Kęstutis en zijn zoon Vytautas bleven het gezag van Jogaila erkennen zelfs toen zijn erfrecht werd bestreden door Andrej van Polotsk, Algirdas oudste zoon uit zijn eerste huwelijk met Maria van Vitebsk.
De Duitse Orde zette haar kruistocht tegen de heidense Litouwers voort, en zowel Jogaila als Kęstutis zochten naar mogelijkheden om een wapenstilstand tot stand te brengen. Op 29 september 1379 werd in Trakai een tienjarige wapenstilstand ondertekend. Het was het laatste verdrag dat Kęstutis en Jogaila gezamenlijk ondertekenden. In februari 1380 sloot Jogaila, zonder Kęstutis, een vijf maanden durende wapenstilstand met de Lijflandse Orde om zijn Litouwse domeinen en Polotsk te beschermen.
Op 31 mei 1380 ondertekenden Jogaila en grootmeester Winrich van Kniprode in het geheim het Verdrag van Dovydiškės. Op basis van de voorwaarden van het akkoord beloofde Jogaila niet in te grijpen tijdens de aanvallen van de Duitse Orde tegen Kęstutis of zijn zonen. Alleen als het nodig zou zijn hulp aan Kęstutis te verstrekken om eventuele verdenkingen te vermijden, zou dat geen schending van het verdrag zijn. De motieven achter het verdrag zijn niet helemaal duidelijk. Een mogelijke reden was dat Kęstutis ongeveer 80 jaar oud was en vastbesloten christendom niet te accepteren, terwijl Jogaila ongeveer 30 jaar oud was en op zoek naar manieren om het land te moderniseren. Volgens anderen zou het verdrag vooral gericht zijn tegen Andrej en zijn bondgenoten: zijn broer Dmitri van Brjansk en Dmitri Donskoj, grootvorst van Moskou. Nadat Jogaila zijn westelijk front had beveiligd, verbond hij zich met de Gouden Horde tegen Moskou in de Slag op het Koelikovo-veld.
Onder de termen van het Verdrag van Dovydiškės viel de Duitse Orde het hertogdom Trakai en Samogitië tweemaal binnen. In augustus 1381 lichtte de commandeur van Osterode Kęstutis in over het geheime verdrag. In dezelfde maand maakte Kęstutis gebruik van de rebellie van Polotsk tegen Skirgaila, de broer van Jogaila en regent van Litouwen. Jogaila moest weg om de opstand te onderdrukken, en zijn afwezigheid bood een goede gelegenheid om de hoofdstad Vilnius te bezetten. Kęstutis werd uitgeroepen tot grootvorst, terwijl Jogaila op de terugweg naar Vilnius gevangen werd genomen. Jogaila beloofde zijn loyaliteit aan Kęstutis en werd vrijgelaten. Hij kreeg zijn erfgoed Krevo en Vitebsk terug. Kęstutis hervatte de oorlog met de Duitse Orde. Zijn leger viel Ermland binnen en probeerde Georgenburg te veroveren.

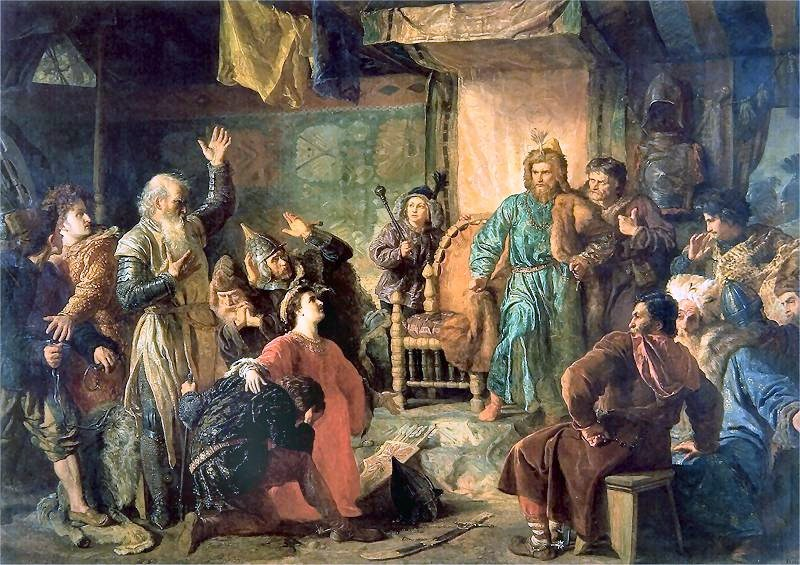
Kęstutis en Vytautas worden door Jogaila gevangengenomen
(schilderij van Wojciech Gerson)

Op 12 juni 1382 was Kęstutis weg om Kaributas, broer van Jogaila en onder de naam Dmitri hertog van Novgorod-Siverski, te bestrijden. Vytautas was in Trakai. Onder leiding van de koopman Hennecke van Riga lieten de burgers van Vilnius het leger van Jogaila in de stad. De kooplieden waren ontevreden met het beleid van Kęstutis omdat het de handel met Lijfland schaadde. Jogaila heroverde de troon en verbond zich met de Duitse Orde. Intussen verzamelde Kęstutis zijn aanhangers in Samogitië, zijn zoon Vytautas monsterde soldaten aan in Grodno, en zijn broer Liubartas wierf soldaten in Galicië-Wolynië. In augustus 1382 ontmoetten de legers van Kęstutis en Jogaila elkaar in de buurt van Trakai voor de beslissende slag, welke echter nooit plaatsvond. 
Kęstutis en Vytautas kwamen naar Jogaila's kamp om te onderhandelen, maar werden gearresteerd en in Krevo gevangengezet. Hun legers werden ontbonden. Op 15 augustus, vijf dagen na de gevangenname, werd Kęstutis door Skirgaila dood gevonden. Jogaila beweerde dat hij zichzelf had opgehangen, maar weinigen geloofden hem. Jogaila organiseerde een grote heidense begrafenis voor Kęstutis. Zijn lichaam werd in Vilnius gecremeerd met paarden, wapens, en andere schatten.
Vytautas wist te ontsnappen en bleef Jogaila bevechten, om uiteindelijk in 1392 groothertog te worden.